# Onthophagus lojanus
Onthophagus lojanus är en skalbaggsart som beskrevs av Vladimir Balthasar 1939. Onthophagus lojanus ingår i släktet Onthophagus och familjen bladhorningar. Inga underarter finns listade i Catalogue of Life.